# یواس‌اس تامالپز (ای‌او-۹۶)
یواس‌اس تامالپز (ای‌او-۹۶) (به انگلیسی: USS Tamalpais (AO-96)) یک کشتی بود که طول آن ۵۲۳ فوت ۶ اینچ (۱۵۹٫۵۶ متر) بود. این کشتی در سال ۱۹۴۴ ساخته شد.